# Reketarenje
Reketarenje (engleski racketeering) ili reket, je izraz koji označava ekonomsku djelatnost vezanu uz organizirani kriminal, odnosno pružanje određenih ilegalnih usluga (kockanje, prostitucija, zelenaštvo i sl.). U svom užem smislu se pod time podrazumijeva "plaćanje zaštite", odnosno novac ili druge usluge koje određeni pojedinac ili tvrtka pruža kriminalcima u zamjenu za vlastitu fizičku sigurnost ili neometano obavljanje ekonomske aktivnosti.

## Vanjske poveznice
- "Organized Crime." Oxford Bibliographies Online: Criminology.  Arhivirana inačica izvorne stranice od 25. travnja 2010. (Wayback Machine)